# Обухович, Михаил
Михаил Обухович (пол. Michał Obuchowicz, ок. 1760—1818) — государственный деятель Великого княжества Литовского, последний каштелян минский (1792—1793).

## Биография
Представитель литовского дворянского рода Обуховичей герба «Ясенчик». Сын подвоеводы новогрудского Юзефа Обуховича и Франциски Гюнтер.
Был женат на Франциске Ржевуской, дочери хорунжего великого литовского Станислава Фердинанда Ржевуского (1737—1786) и Катерины Каролины Радзивилл (1740—1789), дочери великого литовского и воеводы виленского, князя Михаила Казимира Радзивилла «Рыбоньки» (1702—1762), и Урсулы Франциски Вишневецкой (1705—1753). Дети:
- Фабиана Обухович, жена Кароля Гуттен-Чапского (1778—1836)
- София Обухович, жена Станислава Гуттен-Чапского (1779—1844)